# Henry Lehrman

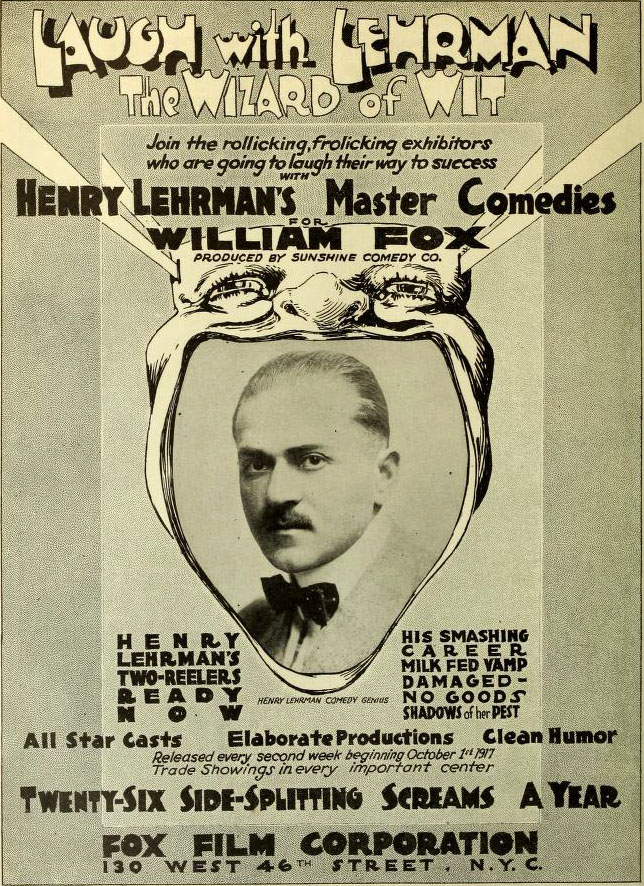
Anuncio de 1917

Henry Lehrman (30 de marzo de 1886 – 7 de noviembre de 1946) fue un actor, guionista, director y productor cinematográfico de nacionalidad estadounidense.

## Biografía
Nacido en Viena, Austria, Lehrman emigró a temprana edad a los Estados Unidos y, aunque sobre todo es recordado como director, empezó su carrera como actor en una producción de 1909 de Biograph Studios dirigida por D.W. Griffith.  Se ganó el apodo de "Pathé" pues habría dicho que había trabajado en Europa para la empresa francesa Pathé. Aunque los ejecutivos de Biograph podrían no haberle creído, obtuvo su primer trabajo actuando como extra en una escena en la cual también aparecía otro aspirante a actor llamado Mack Sennett. Pocos años después Lehrman era un actor de éxito, y debutaría como director en 1911, dirigiendo en colaboración con Sennett una producción de Biograph. Cuando Sennett dejó el estudio para crear su propia compañía, Keystone Studios, Henry Lehrman se uniría a él, trabajando como actor, guionista y director, siendo el primero en dirigir a Charlie Chaplin.
En 1915 Lehrman fundó una compañía propia, L-KO Kompany, con la que produjo comedias de dos rollos para Universal Studios. Lehrman era conocido por su poca estima hacia los actores y su deseo de colocarlos en situaciones de peligro, lo que le valió el apodo de "Mr. Suicide." El autor Kalton C. Lahue afirmaba que los extras y actores de reparto realmente rechazaban las llamadas de L-KO.
Lehrman dejó de actuar en 1916 para dedicarse a la dirección y a la producción. En 1917 dejó L-KO Kompany y pasó a Fox Film Corporation como productor de la unidad de "Sunshine Comedies". Lehrman conoció en 1920 a una joven actriz llamada Virginia Rappe, con la que tuvo una relación sentimental. Sin embargo, en septiembre de 1921, Rappe, de 30 años en realidad, falleció tras haber participado en una fiesta privada cuyo anfitrión era Roscoe Arbuckle, y que se celebró en un hotel de San Francisco. Arbuckle fue acusado de violación y asesinato, y Lehrman utilizó el juicio para su propia publicidad personal. Finalmente Arbuckle fue considerado no culpable.
En los dos años posteriores a la muerte de su novia, Henry Lehrman estuvo prácticamente inactivo en el negocio del cine, y en 1922 se casó con Jocelyn Leigh, con la que tuvo un corto matrimonio. En 1924 aceptó una oferta de Fox Film Corporation para volver a dirigir su unidad de "Sunshine Comedies", continuando con éxito en la dirección hasta el comienzo del cine sonoro a finales de los años 1920. Dirigió dos filmes sonoros para Fox en 1929, uno de ellos un corto cómico, y otro un largometraje titulado "New Year's Eve", protagonizado por Mary Astor. Las cintas demostraron la dificultad de Lehrman para adaptarse a la dirección con sonido, por lo que Fox prescindió de sus servicios. Dos años más tarde hizo su último intento en el cine sonoro, escribiendo y dirigiendo un corto cómico para Universal Studios.
Henry Lehrman falleció a causa de un infarto agudo de miocardio en Hollywood, California, en 1946, y fue enterrado en el Cementerio Hollywood Forever junto a Virginia Rappe. Tenía 60 años de edad.

## Filmografía

### Director
Para Biograph
| - 1911 Why He Gave Up - 1911 Josh's Suicide - 1911 The Villain Foiled - 1911 The Jealous Husband - 1911 Bearded Youth | - 1911 Curiosity - 1912 Priscilla's Capture - 1912 Beat at His Own Game (Henry Pathé) - 1912 Algy the Watchman |

Para Keystone
| - 1913 A Deaf Burglar - 1913 The Two Widows - 1913 Foiling Fickle Father - 1913 Love and Pain - 1913 Her New Beau - 1913 The Land Salesman - 1913 Father's Choice - 1913 Murphy's I.O.U. - 1913 A Dollar Did It - 1913 Cupid in a Dental Parlor - 1913 Bangville Police - 1913 Algy on the Force - 1913 The Darktown Belle - 1913 Twixt Love and Fire - 1913 Toplitsky and Company - 1913 The Gangsters - 1913 Passions, He Had Three - 1913 Help! Help! Hydrophobia! - 1913 The Tale of a Black Eye - 1913 Out and In - 1913 For the Love of Mabel - 1913 Love and Rubbish - 1913 The Peddler - 1913 Love and Courage - 1913 Just Kids | - 1913 Professor Bean's Removal - 1913 A Chip Off the Old Block - 1913 The New Baby - 1913 Mother's Boy - 1913 Abalone Industry (documental) - 1913 Their Husbands - 1913 Two Old Tars - 1913 The Woman Haters - 1913 The Horse Thief - 1913 Protecting San Francisco from Fire (documental) - 1914 Making a Living Charlie Chaplin - 1914 Kid Auto Races at Venice Charlie Chaplin - 1914 Gentleman Burglar - 1914 Between Showers Charlie Chaplin - 1914 A Rural Demon, codirigida por Mack Sennett - 1914 Love and Vengeance - 1914 Sergeant Hofmeyer - 1914 Papa's Boy - 1914 Hearts and Swords - 1914 The Flirt |

Para L-KO
| - 1914 Love and Surgery - 1914 Partners in Crime - 1914 The Fatal Marriage - 1914 Lizzy's Escape - 1915 Gems and Germs - 1915 Cupid in a Hospital - 1915 The Champion - 1915 Thou Shalt Not Flirt - 1915 Every Inch a Hero - 1915 The Death of Simon LaGree - 1915 After Her Millions - 1915 Father Was a Loafer - 1915 Almost a Scandal - 1915 Fatty's Infatuation | - 1915 Life and Moving Pictures - 1915 Gertie's Joy Ride - 1915 Silk Hose and High Pressure - 1915 Scandal in the Family - 1915 A Bathhouse Tragedy - 1915 Under New Management - 1915 Room and Board: A Dollar and a Half - 1915 Tears and Sunshine - 1916 A September Mourning - 1916 Live Wires and Love Sparks - 1916 Lizzie's Lingering Love |

Para Sunshine Comedies
| - 1917 The House of Terrible Scandals - 1917 His Smashing Career - 1918 Shadows of Her Pest - 1918 A Neighbor's Keyhole | - 1918 Roaring Lions on the Midnight Express - 1919 Fantasy - 1919 Fools and Duels |

Para Henry Lehrman Comedies
- 1920 Wet and Warmer

Para varias productoras
| - 1922 Reported Missing (Owen Moore y Selznick Pictures) - 1923 Double Dealing (Universal Pictures) - 1923 So This Is Hollywood (Robertson-Cole Pictures) - 1923 She Supes to Conquer (Robertson-Cole Pictures) - 1924 On Time (Carlos Productions) - 1924 Children Wanted (Fox Film Corporation) - 1924 Sweet Papa (Fox Film Corporation) - 1925 Heavy Swells (Fox Film Corporation) - 1926 The Fighting Edge (Warner Pictures) | - 1927 For Ladies Only (Columbia) - 1927 Sailor Izzy Murphy (Warner Pictures) - 1927 Husbands for Rent (Warner Pictures) - 1928 Why Sailors Go Wrong (Fox Film Corporation) - 1928 Chicken a La King (Fox Film Corporation) - 1928 Homesick (Fox Film Corporation) - 1929 New Year's Eve (Fox Film Corporation) - 1929 Sound Your 'A' (Fox Film Corporation) - 1931 A Butter 'n' Yeggman (Universal Pictures) |

### Actor
Para Biograph
| - 1909 Nursing a Viper, de D.W. Griffith - 1909 Through the Breakers, de D.W. Griffith - 1909 The Red Man's View, de D.W. Griffith - 1909 A Corner in Wheat, de D.W. Griffith - 1909 In Little Italy, de D.W. Griffith - 1909 To Save Her Soul, de D.W. Griffith - 1909 The Day After, de D.W. Griffith y Frank Powell - 1910 The Rocky Road, de D.W. Griffith - 1910 The Last Deal, de D.W. Griffith - 1910 The Cloister's Touch, de D.W. Griffith - 1910 The Woman from Mellon's, de D.W. Griffith - 1910 The Course of True Love, de D.W. Griffith - 1910 The Love of Lady Irma, de Frank Powell - 1910 A Child of the Ghetto - 1910 A Victim of Jealousy, de D.W. Griffith - 1910 In the Border States, de D.W. Griffith - 1910 The Face at the Window, de D.W. Griffith - 1910 A Child's Impulse, de D.W. Griffith - 1910 A Child's Faith, de D.W. Griffith - 1910 A Flash of Light, de D.W. Griffith - 1910 As the Bells Rang Out!, de D.W. Griffith - 1910 An Arcadian Maid, de D.W. Griffith - 1910 Wilful Peggy, de D.W. Griffith - 1910 Little Angels of Luck, de D.W. Griffith - 1910 A Mohawk's Way, de D.W. Griffith - 1910 In Life's Cycle, de D.W. Griffith - 1910 Rose O'Salem Town, de D.W. Griffith | - 1910 The Iconoclast, de D.W. Griffith - 1910 The Message of the Violin, de D.W. Griffith - 1910 Sunshine Sue, de D.W. Griffith - 1910 A Child's Stratagem, de D.W. Griffith - 1910 Happy Jack, a Hero, de Frank Powell - 1910 His Sister-In-Law, de D.W. Griffith - 1910 White Roses, de D.W. Griffith y Frank Powell - 1911 The Two Paths, de D.W. Griffith - 1911 The Italian Barber, de D.W. Griffith - 1911 The Midnight Marauder, de Frank Powell - 1911 Conscience, de D.W. Griffith - 1911 Comrades, de Dell Henderson y Mack Sennett - 1911 Priscilla and the Umbrella, de Frank Powell y Mack Sennett - 1911 The Broken Cross, de D.W. Griffith - 1911 Madame Rex, de D.W. Griffith - 1911 A Knight of the Road, de D.W. Griffith - 1911 The New Dress, de D.W. Griffith - 1911 Enoch Arden: Part II, de D.W. Griffith - 1911 Her Sacrifice, de D.W. Griffith - 1912 Iola's Promise, de D.W. Griffith - 1912 A Beast at Bay, de D.W. Griffith - 1912 Algy the Watchman, de Henry Lehrman - 1912 His Own Fault, de Mack Sennett - 1912 Willie Becomes an Artist, de Mack Sennett - 1912 The Would-Be Shriner, de Mack Sennett |

Para Keystone
| - 1912 Stolen Glory, de Mack Sennett - 1912 A Temperamental Husband, de Mack Sennett - 1913 Saving Mabel's Dad, de Mack Sennett - 1913 The Cure That Failed, de Mack Sennett - 1913 The Stolen Purse, de Mack Sennett - 1913 Her Birthday Present, de Mack Sennett - 1913 A Landlord's Troubles, de Mack Sennett - 1913 A Tangled Affair, de Mack Sennett - 1913 The Sleuths at the Floral Parade, de Mack Sennett - 1913 Murphy's I.O.U., de Henry Lehrman | - 1913 The Peddler, de Mack Sennett - 1913 Cohen Saves the Flag, de Mack Sennett - 1913 The Champion, de Henry Lehrman - 1914 Making a Living, de Henry Lehrman - 1914 Kid Auto Races at Venice, de Henry Lehrman - 1914 Mabel's Strange Predicament, de Mabel Normand - 1914 Love and Vengeance, de Henry Lehrman - 1914 Mabel's Busy Day, de Mabel Normand |

Varios
| - 1914 Love and Surgery - 1914 The Fatal Marriage - 1914 Lizzy's Escape - 1914 The Rural Demons - 1914 The Manicure Girl - 1915 Cupid in a Hospital - 1915 Thou Shalt Not Flirt | - 1915 The Death of Simon LaGree - 1915 After Her Millions - 1915 Life and Moving Pictures - 1915 Silk Hose and High Pressure - 1916 A September Mourning - 1916 For the Love of Mike and Rosie - 1917 The House of Terrible Scandals |

### Guionista
| - 1914 Kid Auto Races at Venice, de Henry Lehrman - 1914 Mabel's Strange Predicament, de Mabel Normand - 1915 Gertie's Joy Ride, de Henry Lehrman - 1915 A Bathhouse Tragedy, de Edwin Frazee y Henry Lehrman - 1917 The House of Terrible Scandals, de Henry Lehrman - 1917 A Milk-Fed Vamp, de David Kirkland - 1917 His Smashing Career, de Henry Lehrman - 1918 Son of a Gun, de F. Richard Jones - 1918 Hungry Lions in a Hospital, de Jack White - 1918 Are Married Policemen Safe?, de F. Richard Jones - 1918 A Self-Made Lady, de David Kirkland - 1918 A Waiter's Wasted Life, de Jack White - 1918 Wild Women and Tame Lions, de William Campbell - 1918 A Tight Squeeze, de Jack White - 1922 Reported Missing, de Henry Lehrman | - 1923 Double Dealing, de Henry Lehrman - 1927 Sailor Izzy Murphy, de Henry Lehrman - 1930 The Poor Millionaire, de George Melford - 1931 A Butter 'n' Yeggman, de George Melford - 1934 Moulin Rouge, de Sidney Lanfield - 1934 Bulldog Drummond Strikes Back, de Roy Del Ruth - 1935 Show Them No Mercy!, de George Marshall - 1943 Jitterbugs, de Malcolm St. Clair - 1944 The Big Noise, de Malcolm St. Clair - 1945 The Bullfighters, de Malcolm St. Clair |